# Campoplex deficiens
Campoplex deficiens là một loài tò vò trong họ Ichneumonidae.